# 西大街 (郑州)
西大街是河南省郑州市一条东西走向的道路，东起管城街、南大街十字路口，西至二七广场，全长约900米，宽28米，为郑州老城的重要街道。

## 历史
西大街原称“里仁街”，由管城街至郑州老城西门，始得名于唐武德四年（621年）置管州重筑城池时，后俗称西街。由西门至北下街、南下街路口段原称西门大街，再往西称西郭门大街，合称西关大街，1927年并入西大街。1928年冯玉祥主政河南时，西大街改名为“中山西街”，1948年复名。文化大革命时期又更名为“解放中路”，至1978年恢复西大街名称。2000年，郑州市政府对西大街与东大街进行改造，西大街道路拓宽至28米，形成现时的风貌。
历史上郑州著名的夕阳楼即位于西大街东南隅，唐朝诗人李商隐曾登楼赋诗。北宋年间，苏轼曾于西大街小住，与其弟苏辙于小西门外告别，并留诗作辛丑十一月十九日既与子由别于郑州西门之外马上赋诗一篇寄之。
西大街素以商家店铺多著称，1921年开业的玉泰生酱园位于西大街西段，是当时郑州市内最大的一家糕点酱菜店，被称作老郑州五大酱园之一。20世纪30年代中期为西大街商业最为繁荣的时期，1936年以后，郑州的棉花行业由盛转衰，但西大街仍有十多家花行，至抗日战争爆发后全部停业。1949年后，西大街在郑州的商业地位也依然重要，其中位于最东端的红旗大楼始建于20世纪50年代，曾经是郑州著名的百货商场之一，21世纪初东西大街改造时拆除，并于原址兴建红旗广场。西大街西端为二七广场，是郑州市最为繁荣的商圈之一。2020年10月16日，二七广场隧道工程全面开工。该隧道下穿二七广场，将西大街与正兴街连通，于2023年3月31日试通车。

## 主要交汇道路
由东向西排列，粗体字为主干道：
- 管城街、南大街
- 平等街
- 北顺城街、南顺城街
- 北下街、南下街
- 延陵街
- 人民路、二七路、正兴街、德化街

## 沿路主要建筑和地点
- 瑞贝卡大酒店
- 郑州市第三中学
- 许昌大厦
- 银座国际
- 郑州商会大厦
- 华庭公寓
- 天然商厦
- 亚细亚

## 公共交通
| 郑州地铁 3号线：西大街站 郑州公交 \| 途径公交线路一览 \| 途径公交线路一览 \| 途径公交线路一览 \| 途径公交线路一览 \| 途径公交线路一览 \| \| 编号 \| 路线 \| 路线 \| 路线 \| 备注 \| \| ---------------- \| --------------------- \| --------------------- \| --------------------- \| --------------------- \| \| 35 \| 已于2023年11月2日停办 \| 已于2023年11月2日停办 \| 已于2023年11月2日停办 \| 已于2023年11月2日停办 \| \| 60 \| 赵坡新村 \| ⇆ \| 郑州东站 \| \| \| G78 \| 森林湖公交站 \| ⇆ \| 航海路中州大道 \| \| \| S218 \| 金祥路公交站 \| ⇆ \| 东四环郑尚线 \| 原游51路 \| \| Y5 \| 郑州东站 \| ⇆ \| 火车站北港湾 \| 夜间服务 \| \| Y12 \| 经开第八大街公交站 \| ⇆ \| 火车站北港湾 \| 夜间服务 \| |                       |                       |                       |                       |
| 途径公交线路一览 |                       |                       |                       |                       |
| 编号 | 路线                  | 路线                  | 路线                  | 备注                  |
| 35 | 已于2023年11月2日停办 | 已于2023年11月2日停办 | 已于2023年11月2日停办 | 已于2023年11月2日停办 |
| 60 | 赵坡新村              | ⇆                     | 郑州东站              |                       |
| G78 | 森林湖公交站          | ⇆                     | 航海路中州大道        |                       |
| S218 | 金祥路公交站          | ⇆                     | 东四环郑尚线          | 原游51路              |
| Y5 | 郑州东站              | ⇆                     | 火车站北港湾          | 夜间服务              |
| Y12 | 经开第八大街公交站    | ⇆                     | 火车站北港湾          | 夜间服务              |